# Alf (Niemcy)
Alf – miejscowość i gmina w Niemczech, w kraju związkowym Nadrenia-Palatynat, w powiecie Cochem-Zell, wchodzi w skład gminy związkowej Zell (Mosel). Leży nad rzeką Mozelą.

## Położenie
Miejscowość położona jest w okolicy ujścia rzeki Alf do Mozeli
. Składa się z poszczególnych dzielnic: Höllental, Fabrik i Burg Arras. Pobliskie miejscowości to St. Aldegund dalej z biegiem Mozeli, na przeciwnym brzegu Bullay i Pünderich na prawem brzegu (w linii powietrznej 2 km, ale z powodu ciasnego zakola Mozeli bliskiemu 180° ok. 12 km w górę rzeki). Gmina obejmuje obejmuje powierzchnię 6,33 km², z czego 0,67 km² stanowią winnice i 3,79 km² lasy. 

## Historia
Zamieszkana przez Celtów w czasach przedrzymskich, nazwa sięga rzymskiej osady Albis (pierwsza wzmianka około 50 p.n.e.). W średniowieczu Alf należał do władania pobliskiego zamku Arras, który był lennem elektoratu. Od 1794 Alf znajdował się pod panowaniem francuskim i do 1814 należał do Mairie Eller w kantonie Cochem. W 1815 na Kongresie Wiedeńskim miejscowość została przydzielona Królestwu Prus.
Od 1946 miejscowość wchodzi w skład nowo powstałego kraju związkowego Nadrenia-Palatynat.

## Kultura i zabytki
Wartym zobaczenia jest zamek Arras, który znajduje się nad miastem i został założony na początku XII w. i przebudowany na początku XX w.. W pobliżu znajduje się także Marienburg, który należy do gminy związkowej Zell (Mosel). Symbolem miasta jest wybudowana w 1734 r. dzwonnica, pierwotnie część barokowego kościoła parafialnego, obecnie wolnostojąca jako rodzaj dzwonnicy obok sali parafialnej, po rozbiórce i odbudowie starego kościoła parafialnego w latach 1892–1894. Nowy kościół parafialny św. Remigiusza, wzniesiony z kamienia łupanego, posiada bogate wyposażenie neogotyckie. Na dziedzińcu kościoła rzeźba z XV w. przedstawia motyw „Chrystusa odpoczywającego”, obok neogotycka grupa ukrzyżowania.
Historyczne centrum miasta rozciąga się wokół dzwonnicy przy ulicy Auf Kockert. W dawnym budynku szkolnym, budynku o konstrukcji szachulcowej z początku XVII w., znajduje się małe lokalne muzeum, które dostarcza również informacji o historii przemysłowej tego miejsca. Po przekątnej, na małym placu, dawny biurowiec Elektoratu Trewiru, zbudowany w XVI w., wznosi się jako trzypiętrowy kamienny budynek. Około 1620 r. odnowiono konstrukcję dachu. Szczególnie stare budynki zachowały się także na obszarze pomiędzy Willburgstrasse i Brunnenstrasse. Późnośredniowieczny Burgmannenhaus przy Willburgstrasse 5 datowany jest na rok 1448 i jest prawdopodobnie najstarszym domem w mieście. Masywny dom z muru pruskiego przy Brunnenstraße 1 na rogu Ferdinand-Remy-Straße pochodzi z około 1600.

## Galeria

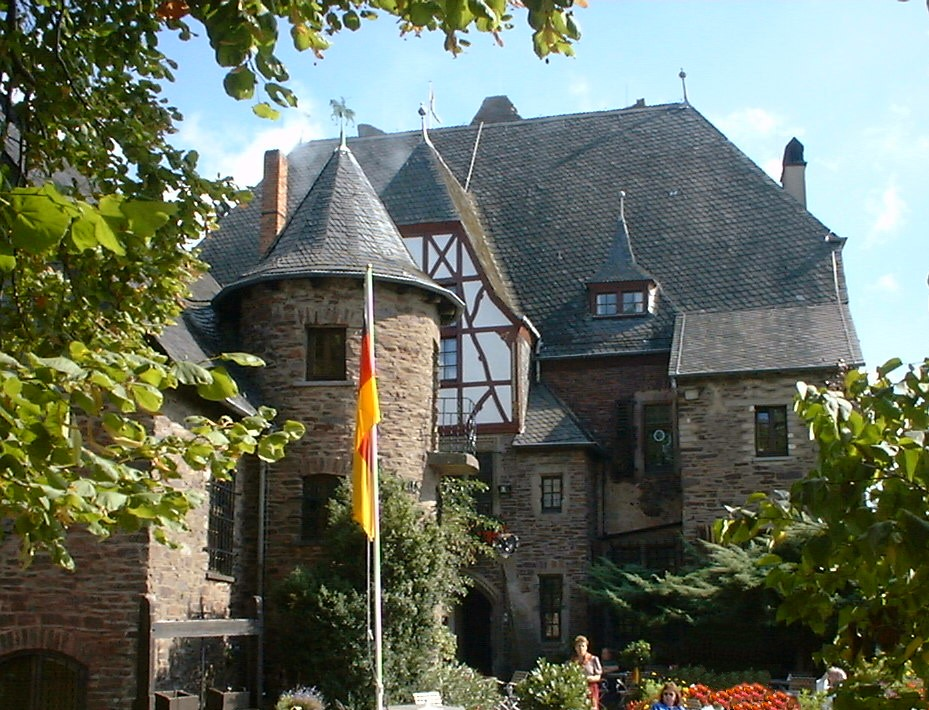
Zamek Arras
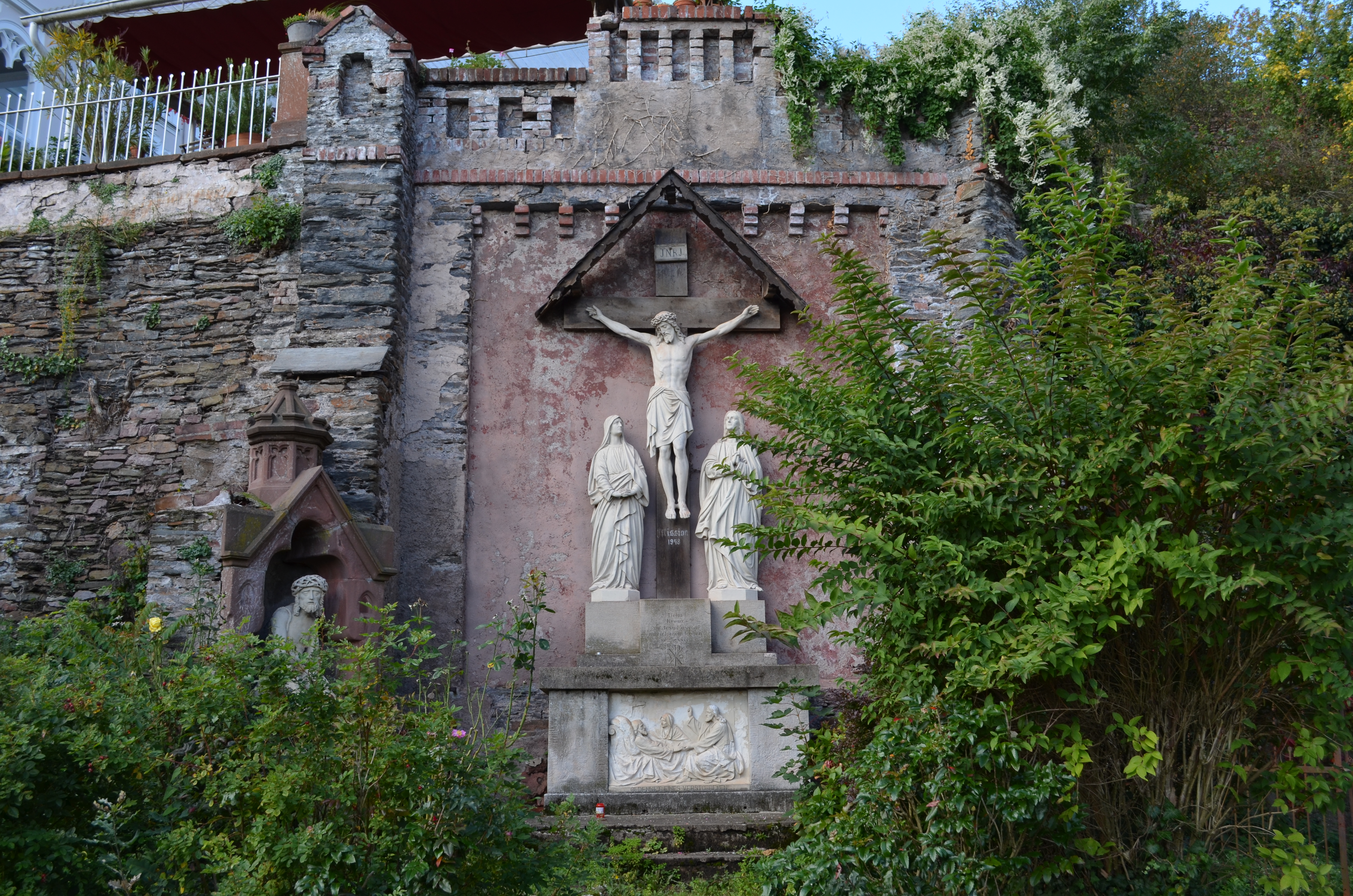
Rzeźba „Chrystusa odpoczywającego” z XV w. i obok neogotycka grupa ukrzyżowania
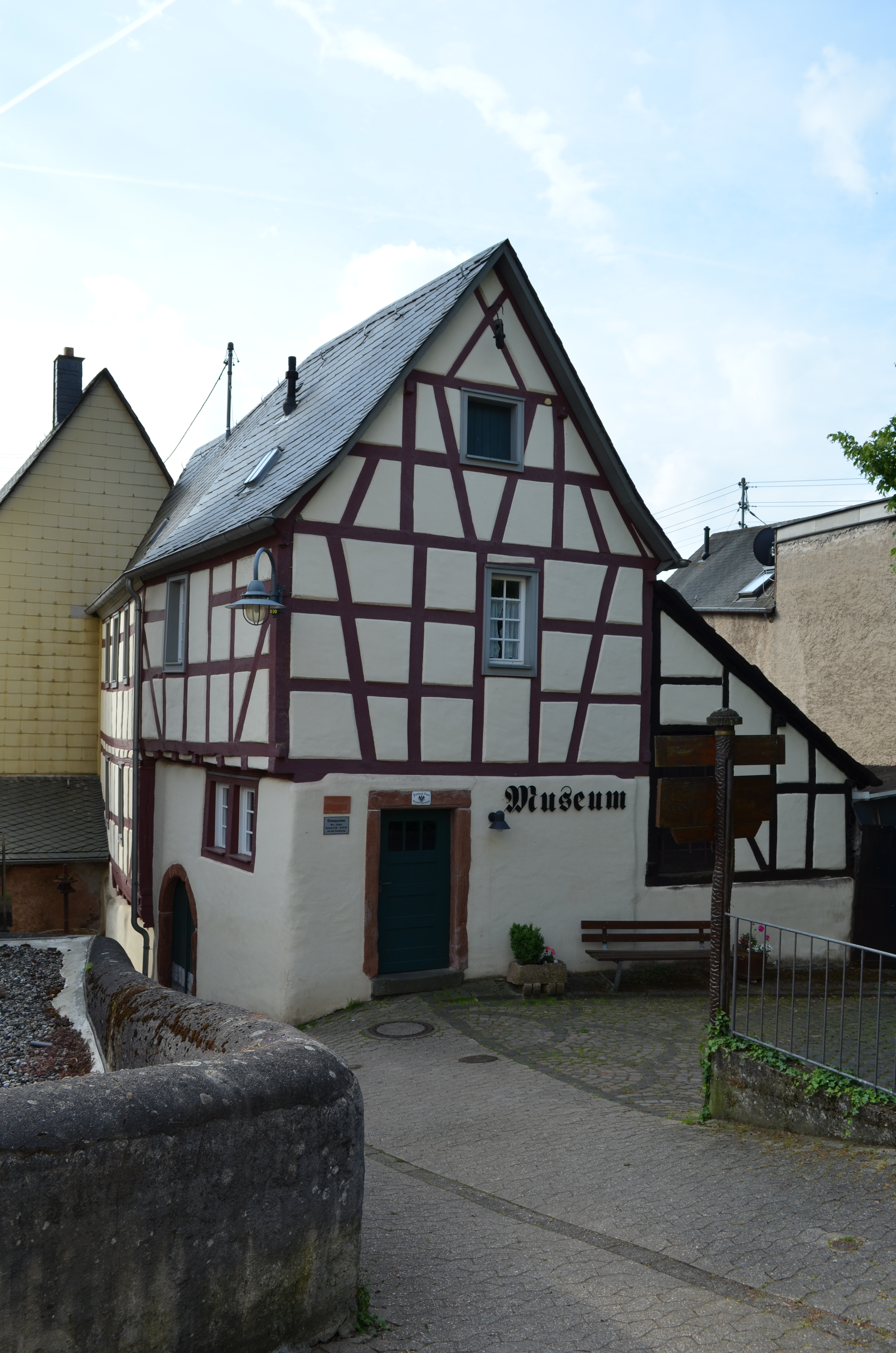
Stara szkoła - budynek o konstrukcji szachulcowej
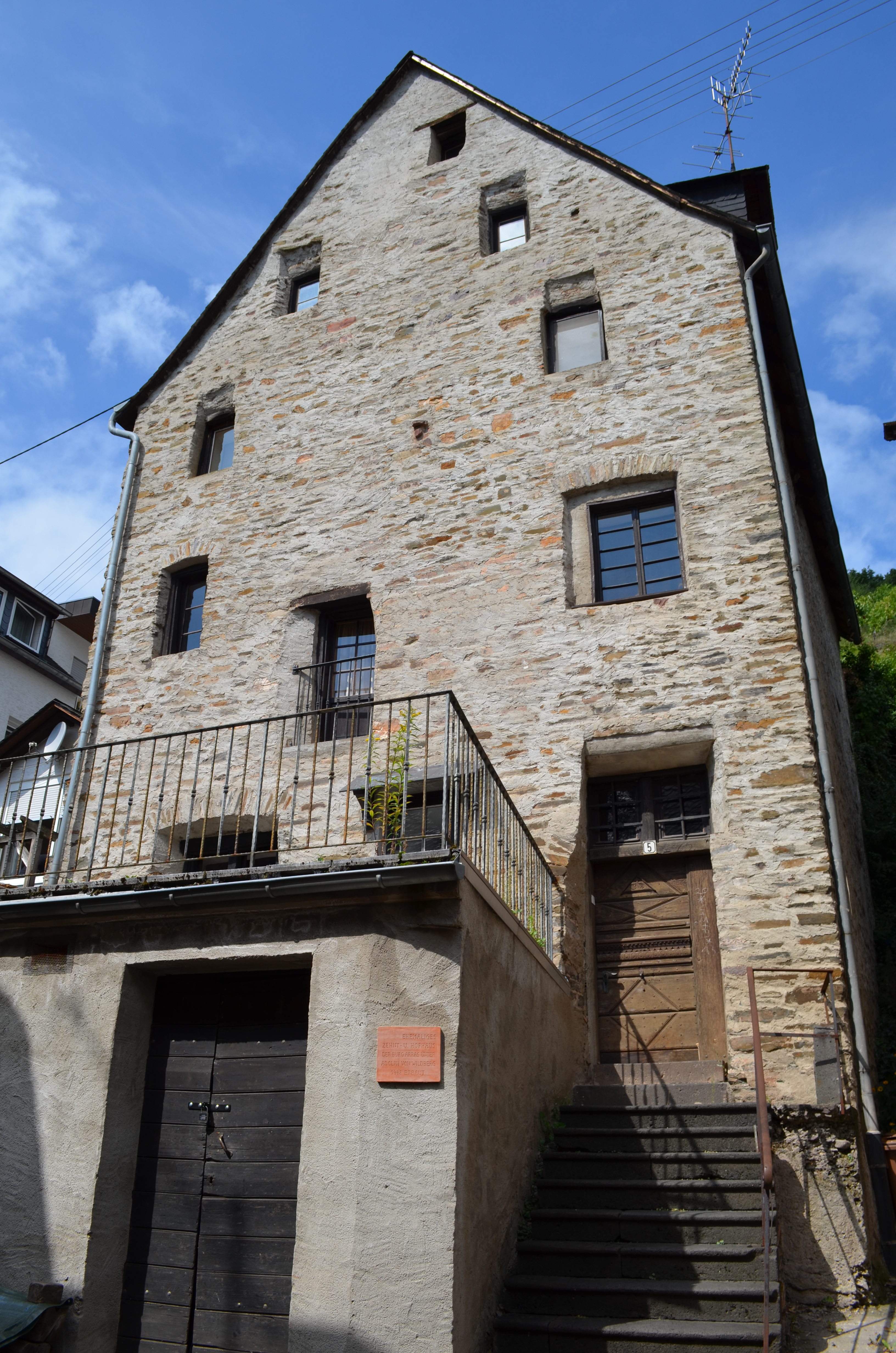
Późnośredniowieczny Burgmannenhaus z 1448
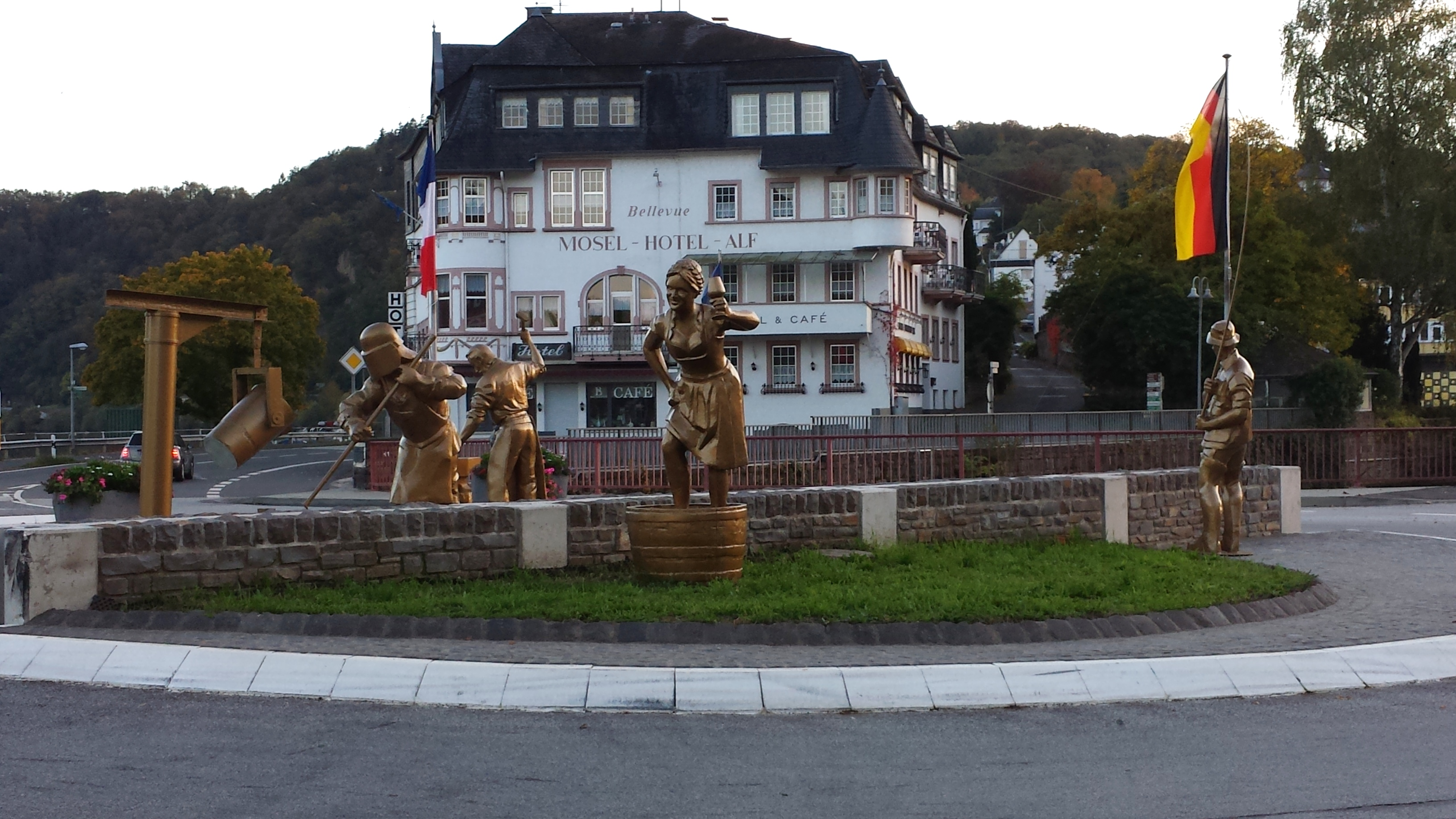
Rondo z rzeźbami (Turgut Gül)
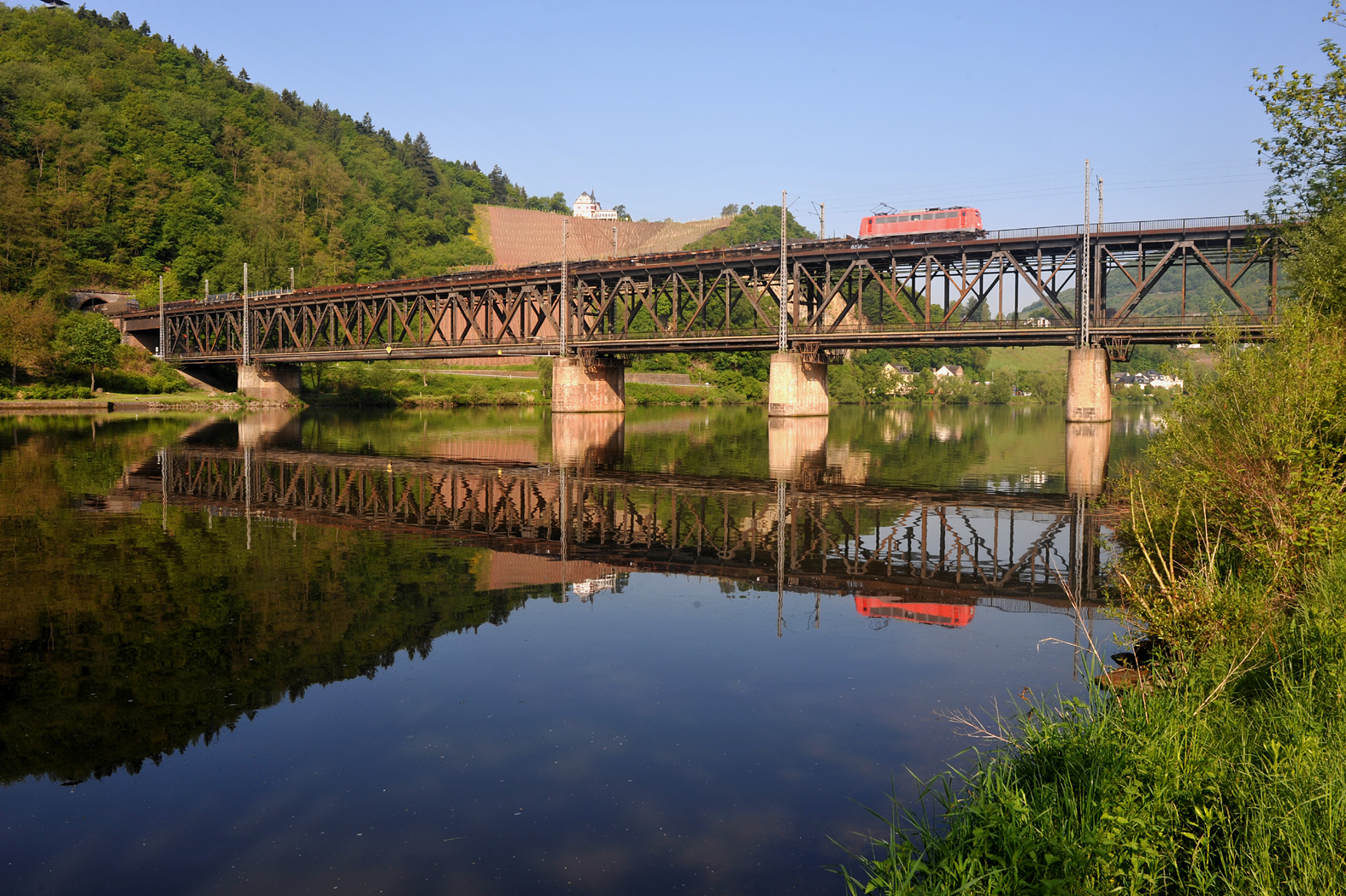
Dwupoziomowy most na Mozeli między Alf/Zell i Bullay (dolną nitką przebiega droga krajowa 199, górną linia kolejowa Koblenz - Trier tzw. Kanonenbahn (linia o znaczeniu militarnym wybudowana w latach 70. XIX w.)